# Juraj Jánošík (Ján Kulich)
Ocelové plastika Juraj Jánošík se nachází v Terchové v okrese Žilina v Žilinském kraji na Slovensko. Plastika ztvárňuje v nadživotní velikosti osobu místního rodáka, kterým byl zbojník Juraj Jánošík. Autorem díla je slovenský akademický sochař Ján Kulich (1931–2015).

## Popis a historie díla
Je to tenkostěnná, skořepinová a svařovaná konstrukce o výšce cca 7,5 m vyrobená z nerezového plechu. Jánošík je vyobrazen jako stojící postava v dobovém oblečení a ozbrojen. Na zádech plastiky je také nápis
| „ | PORUBOVIČ DÚCKY ANTALÍK SLÁVIK VAJO | “ |

Plastika je umístěna na nerezovém soklu s datací díla a jménem autora. Celé dílo je pak umístěno na obloženém podstavci a vede v němu stezka. Plastika, pamětní deska níže a malý kruhový amfiteátr na louce pod ní tvoří dohromady památník Juraja Jánošíka. Na pamětní desce je nápis Juraj Jánošík a data označující jeho narození a úmrtí.
Dílo bylo odhaleno na návrší nazývané Vŕšky nad cestou do Vrátné doliny v roce 1988 u příležitosti 300. výročí narození Juraje Jánošíka a to během místníh oslav Jánošíkove dni. Slavnostního odhalení se zúčastnil také tehdejší ministr kultury a básník Miroslav Válek.

## Galerie

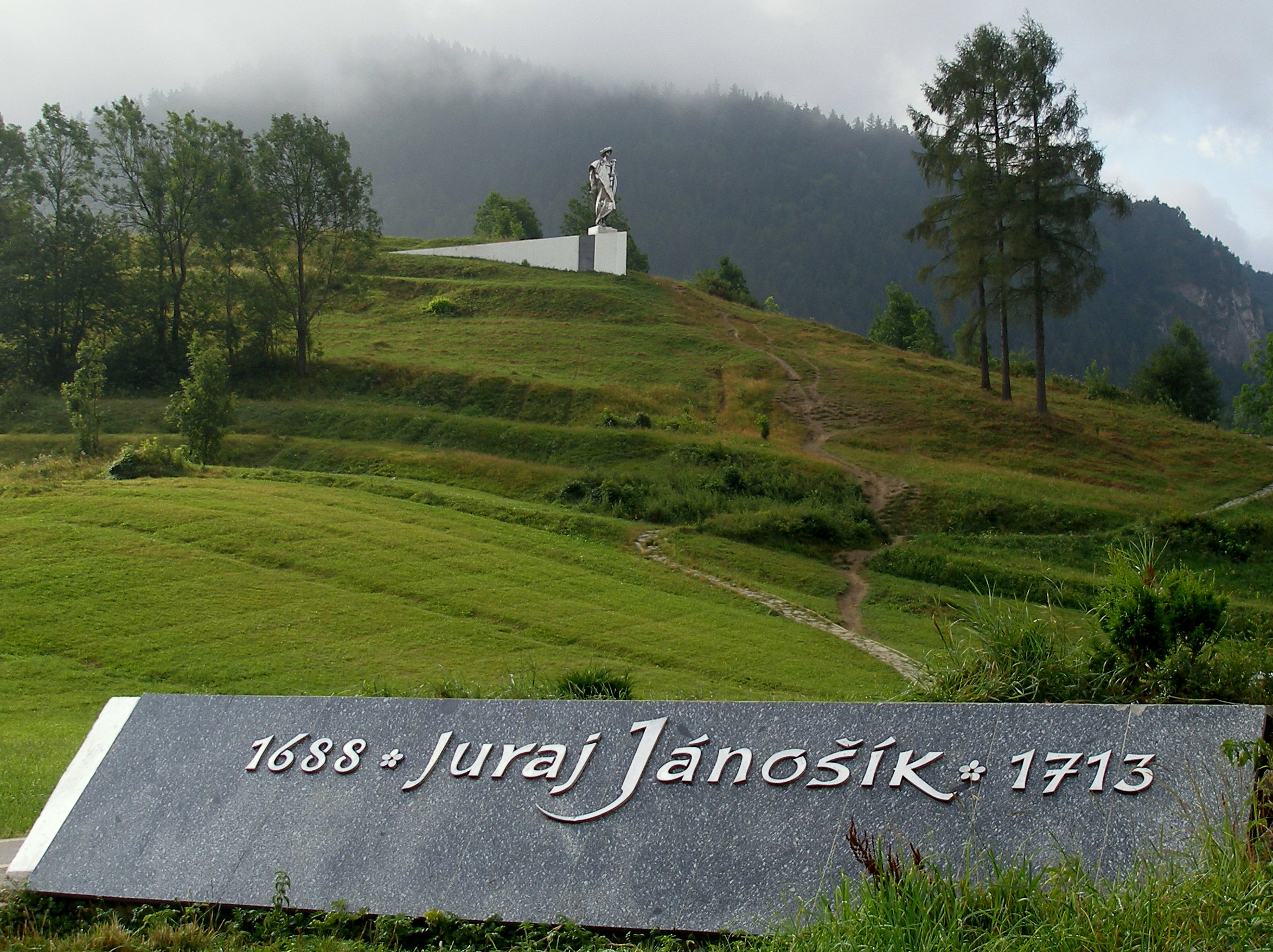
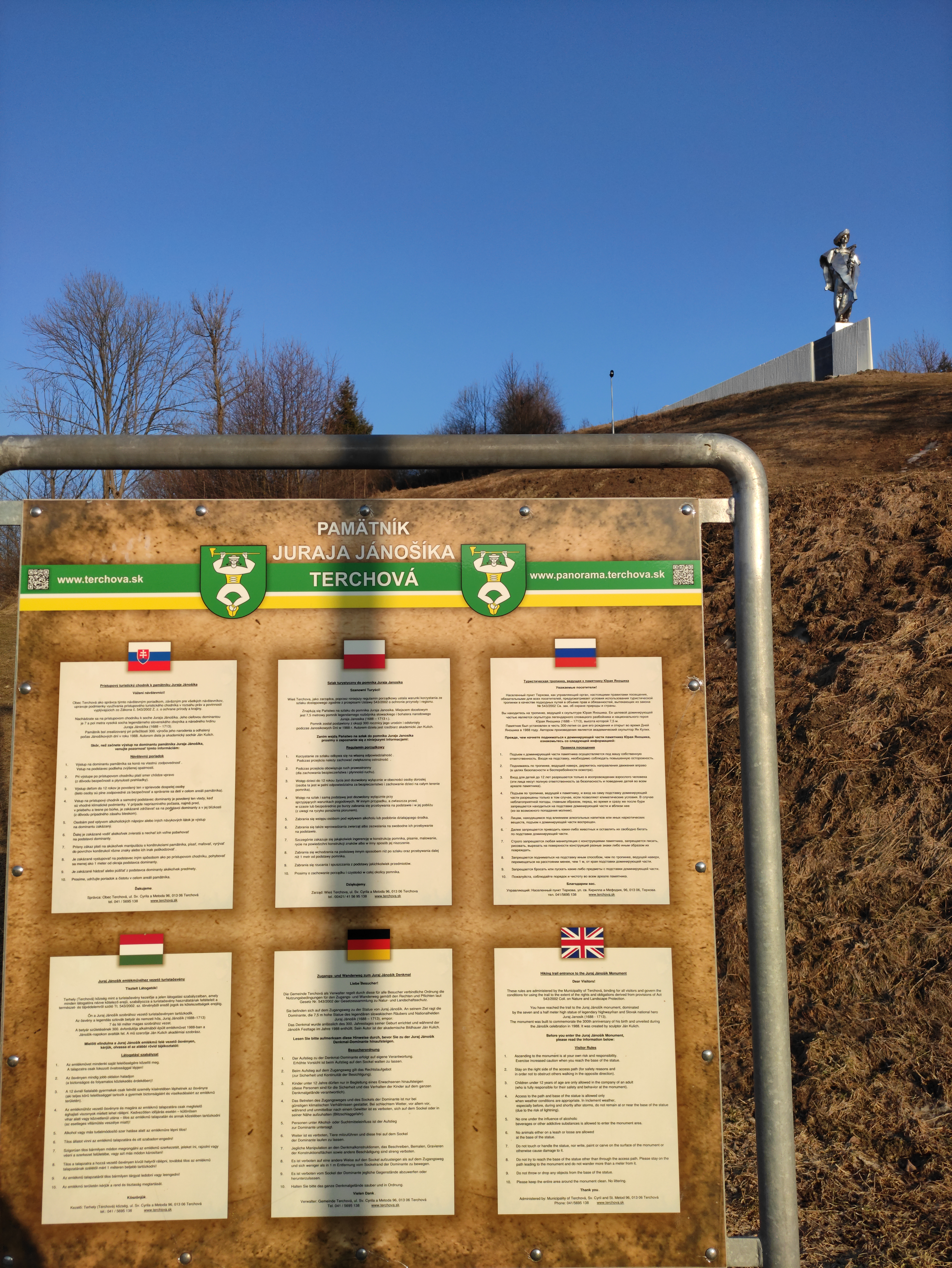
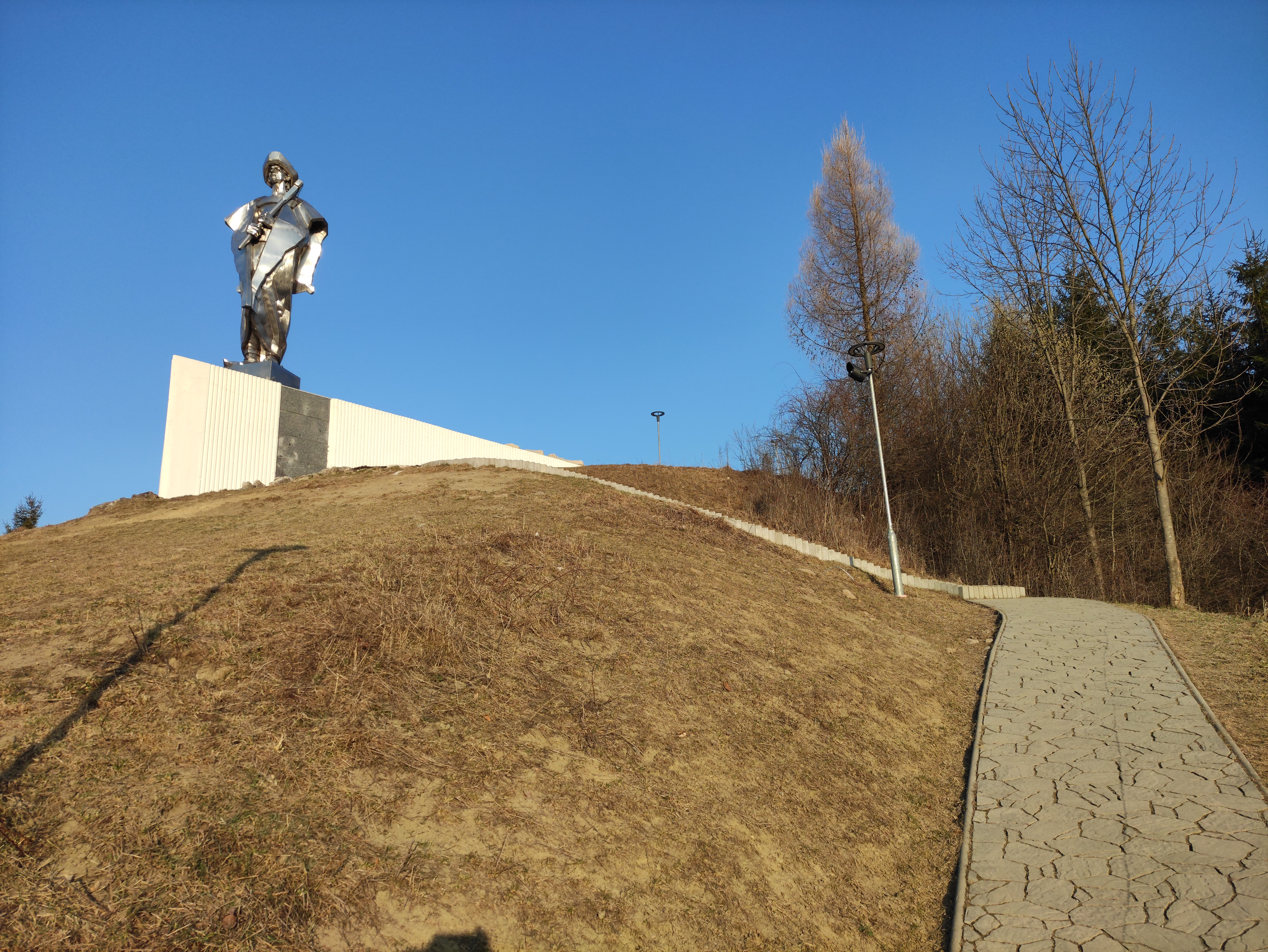
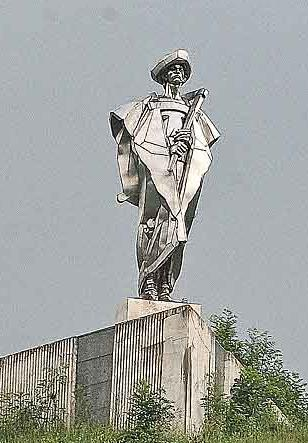
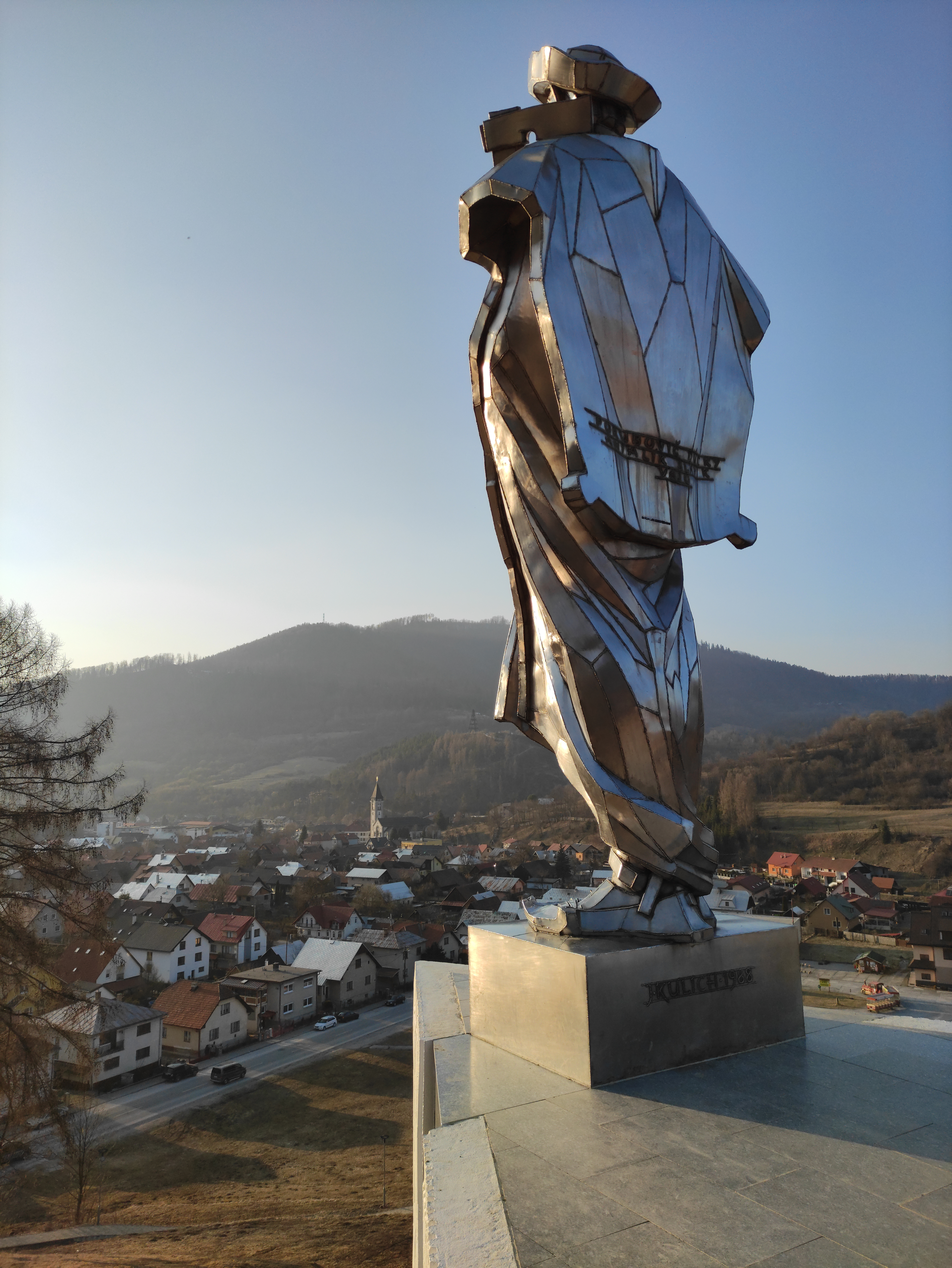
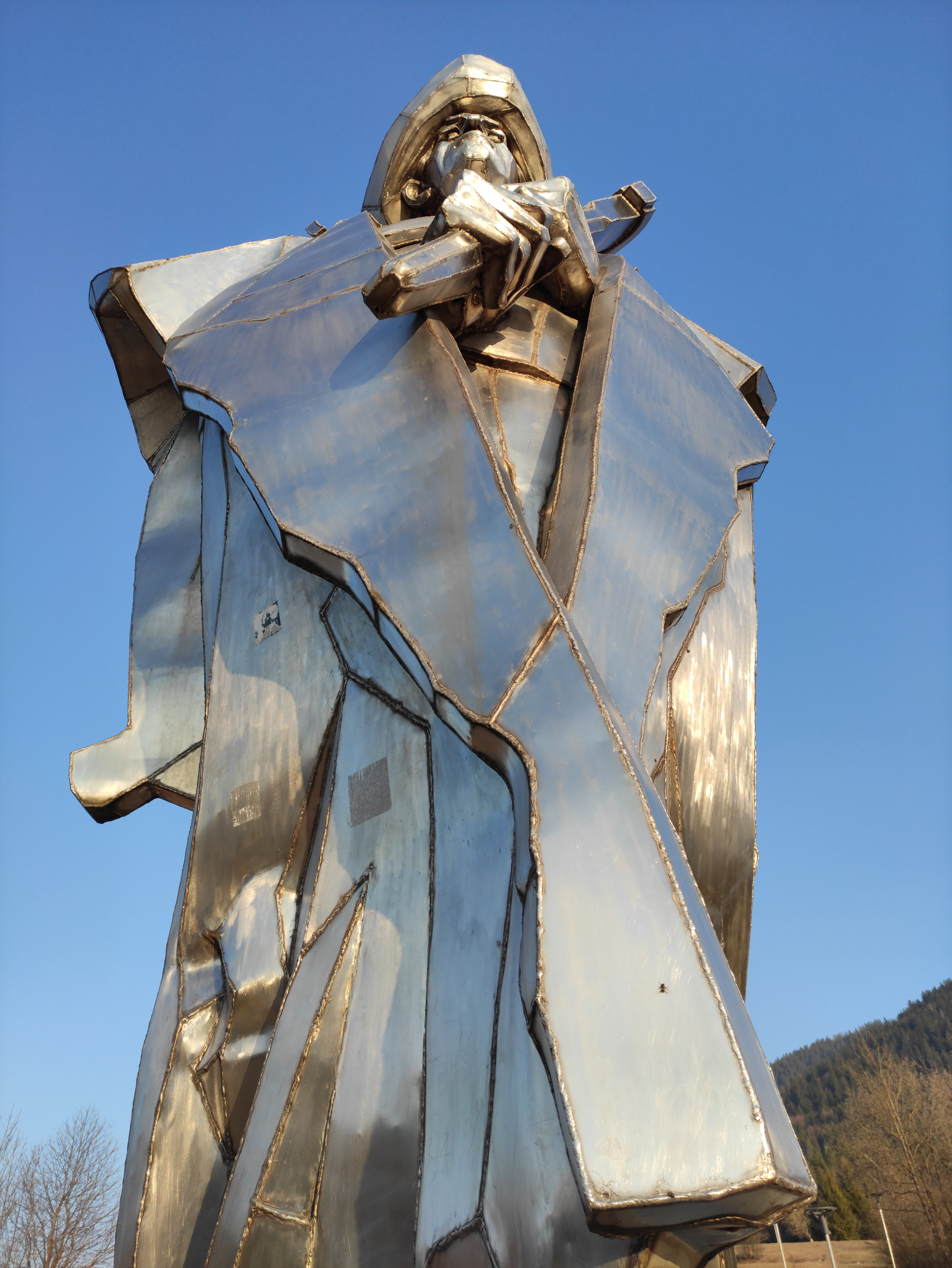
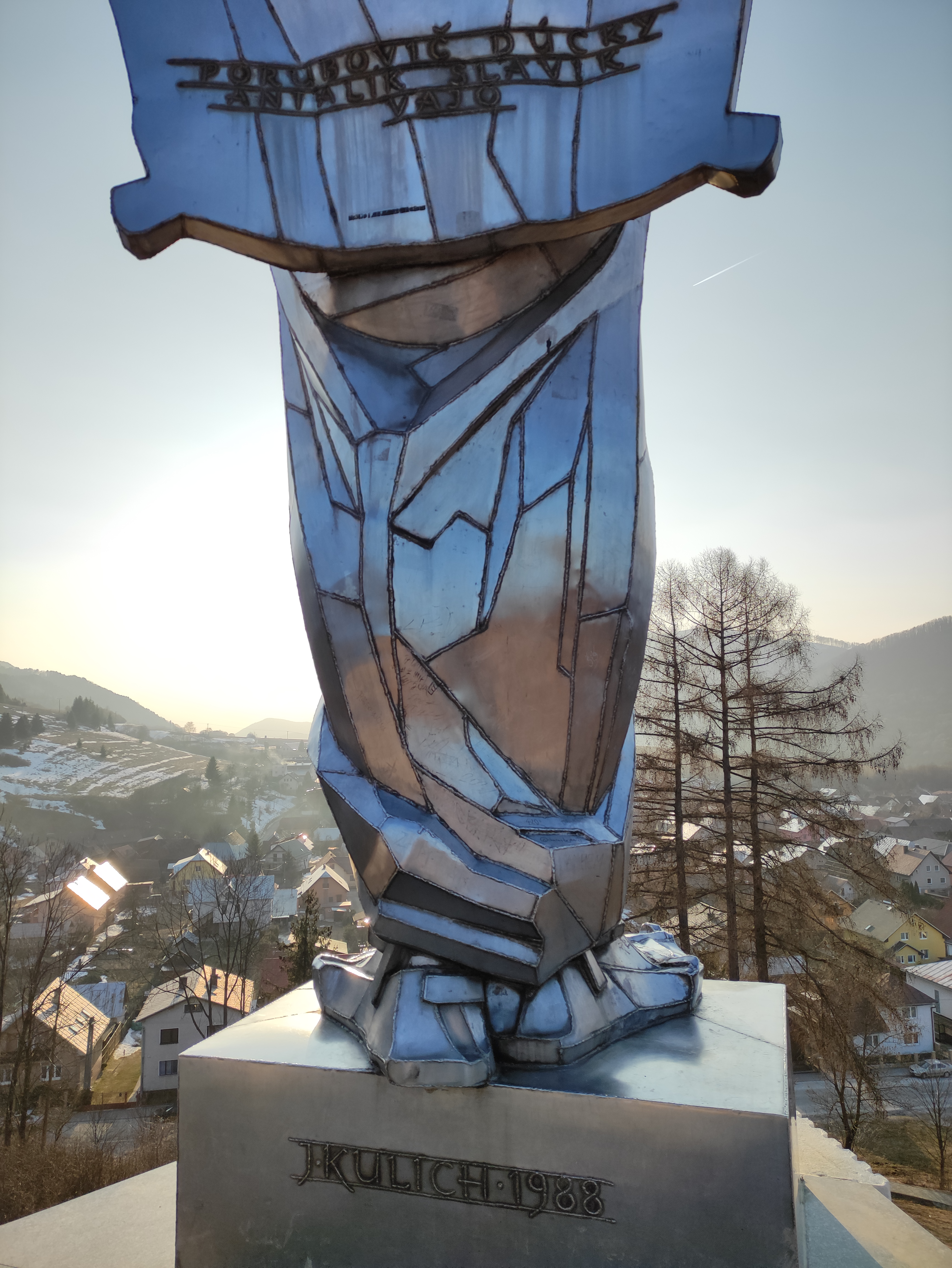